# Erik Høyer Møller
Erik Høyer Møller (28. april 1818 i Skive – 12. marts 1904 i Hillerød) var en dansk præst og forfatter, søn af Jens Møller.
Møller blev student 1836, cand. theol. 1842, personel kapellan hos faderen 1843—50; "efter at have søgt over 40 Embeder forgæves" fik han efter Isted-slaget et embede som feltpræst ved hæren i Sydslesvig. I denne stilling kom han til Frederiksstad og oplevede byens belejring og stormen 4. oktober. Efter krigens slutning blev han som eneste feltpræst tilbage hos de hærafdelinger, der endnu blev liggende ved den holstenske grænse. I 1857 blev han garnisonspræst i Slesvig by, 1861 sognepræst i Nordborg på Als, efter øens erobring 1864 afsat af preusserne. I 1866 fik han atter kald, Kølstrup-Agedrup på Fyn, og i dette embede blev han til 1892, da han tog afsked og flyttede til Randers, senere til Hillerød. I 1881 var han tillige blevet provst i Bjerge-Åsum Herreder.
Under forfatternavnet En gammel Feltpræst begyndte Møller, i en fremrykket alder, at udgive en række livs- og tidsskildringer, især fra feltlivet under Treårskrigen. Hans kærlighed til fædrelandet, Sønderjylland og den danske hær i forbindelse med hans rige oplevelser i hin stærkt bevægede tid har meddelt disse skildringer en varme og hjertelighed, som har skaffet dem indgang i en stor og taknemmelig læsekreds. I 1879 udkom Præsten i Krigen og Tre af mine Venner, det sidste skrift med en smuk skildring af Hans Helgesen, 1883 Ellen, et Livsbillede af en trofast Sjæl, 1890 Overlægen, 1894 Livs- og Krigserindringer, 1896 Den gamle Præstegaard, en skildring af hjemmet i Skive.